# Raix Gusztáv
Raix Gusztáv (Budapest, 1903. június 1. – 1945. február 15.) válogatott labdarúgó, jobbfedezet.

## Pályafutása

### Klubcsapatban
A Kispesti AC labdarúgója volt, ahol egy magyar kupa-győzelmet szerzett a csapattal. Lelkiismeretes, megbízható, jól helyezkedő játékos volt, aki az összjátékban is átlagon felüli teljesítményt nyújtott. Gyorsasága nem mindig volt megfelelő.

### A válogatottban
1926-ban két alkalommal szerepelt a magyar labdarúgó-válogatottban.

## Sikerei, díjai
- Magyar kupa
  - győztes: 1926

## Statisztika

### Mérkőzései a válogatottban
| Magyarország | Magyarország        | Magyarország                    | Magyarország | Magyarország | Magyarország  | Magyarország | Magyarország | Magyarország |
| #            | Dátum               | Helyszín                        | Hazai        | Eredmény     | Vendég        | Kiírás       | Gólok        | Esemény      |
| ------------ | ------------------- | ------------------------------- | ------------ | ------------ | ------------- | ------------ | ------------ | ------------ |
| 1.           | 1926. május 2.      | Budapest, Hungária körúti pálya | Magyarország | 0 – 3        | Ausztria      | barátságos   | -            | 89'          |
| 2.           | 1926. augusztus 20. | Budapest, Hungária körúti pálya | Magyarország | 4 – 1        | Lengyelország | barátságos   | -            |              |
|              | Összesen            |                                 |              | 2            | mérkőzés      |              | 0            | gól          |